# Joseph Muscat
Joseph Muscat, malteški politik, * 22. januar 1974, Pietà.
Nekdanji evropski poslanec Muscat je bil od leta 2013 do 2020 predsednik vlade Malte in od 2008 do 2020 vodja malteške Laburistične stranke.
Po umoru novinarke Daphne Caruana Galizia leta 2017 so se v malteški javnosti koncem leta 2019 vrstile špekulacije o povezavi politike Muscata z umorom. Pojasnila je zahteval tudi Evropski parlament in Stranka evropskih socialistov, kateri Muscat pripada. Po protestih je napovedal odstop in nasledil ga je Robert Abela. 